# Museu Aberto das Tartarugas Marinhas
Museu Aberto das Tartarugas Marinhas é um museu localizado em São Mateus, no estado do Espírito Santo, Brasil, na área de Guriri. O museu foi fundado em 1983.

## Atrativos
O museu está localizado junto ao centro de visitantes da base de pesquisa do projeto Tamar em Guriri. Nele, há um aquário e dois tanques de observação de tartarugas, bem como a exposição de réplicas e silhuetas em tamanho natural das cinco espécies de tartarugas marinhas. No verão, durante a temporada reprodutiva, organiza-se a soltura de filhotes nos finais de tarde.